# Червеноклюна синя сврака
Червеноклюна синя сврака (Urocissa erythrorhyncha) е вид птица от семейство Вранови (Corvidae).

## Разпространение
Видът е разпространен в Бангладеш, Виетнам, Индия, Камбоджа, Китай, Лаос, Мианмар, Непал и Тайланд.